# Stefanio Fedeli
Stefanio Fedeli (Asti, 10 febbraio 1895 – Rapallo, 8 gennaio 1961) è stato un generale e aviatore italiano, pluridecorato ufficiale della prima guerra mondiale, prese poi parte alla guerra di riconquista della Cirenaica e alla seconda guerra mondiale. Rimasto a prestare servizio in Africa Orientale Italiana, durante la seconda guerra mondiale partecipò ai combattimenti in quel teatro operativo fino alla resa del maggio del 1941.

## Biografia

### L'infanzia
Nacque ad Asti, città d'origine della madre Amalia, il 10 febbraio 1895, secondo di cinque fratelli; il padre Angelo Napoleone, direttore dell'Officina del Gas della città, proveniva da una storica famiglia monzese (come si evince da una ricerca d'archivio condotta presso la Parrocchia San Biagio di Monza). Pochi anni dopo, nel 1900, la famiglia Fedeli si trasferì inizialmente a Cesena poi a Ravenna, dove il padre svolgeva lo stesso incarico lavorativo. I quattro fratelli furono educati dai genitori secondo i più alti principi di cristianità ed onestà, valori che delinearono il sereno cammino di vita dei fratelli Fedeli.
Frequentò con passione la scuola elementare ottenendo eccellenti risultati. Alle scuole medie confermò la sua passione per lo studio accrescendo però la propria abilità sportiva, iscritto alla Società Sportiva del Rev.mo Don Giuseppe Lugaresi di Cesena, disputò infatti competizioni a livello regionale nelle varie discipline dell'atletica leggera. La licenza media la ottenne col massimo dei voti; si iscrisse poi all'Istituto Tecnico di Ravenna con indirizzo per ragionieri diplomandosi nel 1914. Allo studio abbinò, insieme ai fratelli, lo studio della musica apprendendo a suonare il pianoforte.
Fin dalla tenera età seguì le prime prodezze del volo, sia in campo sportivo che in campo militare; fu infatti la guerra italo-turca del 1911-1912 che vide il Regio Esercito schierare per primo nell'arma del genio, aeroplani da combattimento. E fu proprio seguendo gli sviluppi del volo che egli maturò l'idea di prendere il brevetto di aviatore.

### Volontario nel Regio Esercito
Appena diplomato prese la decisione di presentarsi volontario nel Battaglione aviatori del Genio militare, nel settembre del 1914, contraendo una ferma triennale in qualità di Ufficiale di Complemento. Ascritto nella prima categoria della classe 1894, fu promosso caporale e poi sergente nel breve volgere di tre mesi. Il 22 aprile 1915, al termine del corso di Allievo Ufficiale Pilota, fu promosso sottotenente entrando in forza al Battaglione Squadriglie Aviatori con brevetto militare numero 253.
Conseguì il brevetto di pilota militare su velivolo Maurice Farman MF-1914, un apparecchio da bombardamento di costruzione francese, entrando in servizio effettivo nel Battaglione il 2 maggio 1915.

### La grande guerra

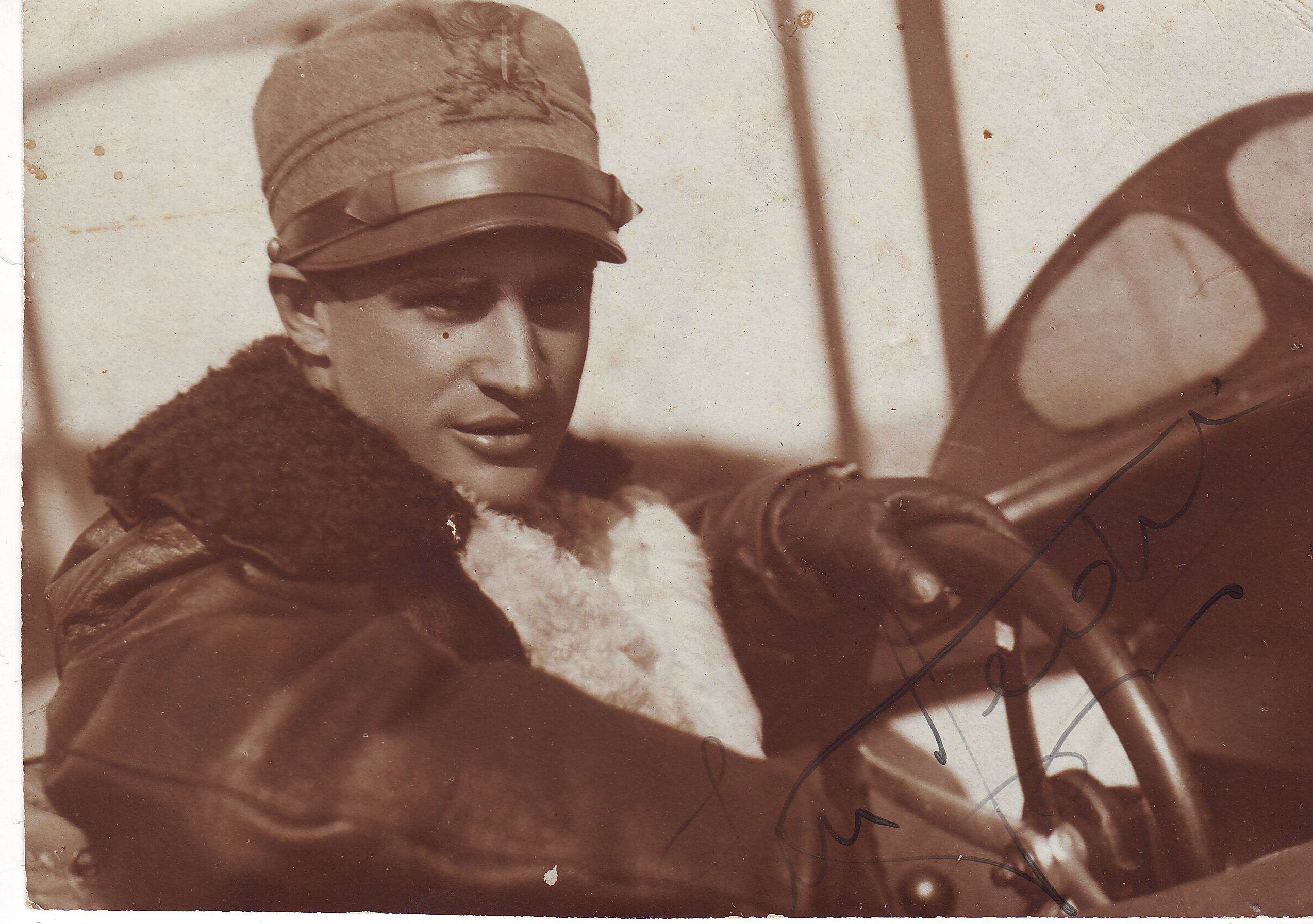
Il Tenente Pilota Stefanio Fedeli nel 1918.

Il 24 maggio 1915 l'Italia entrò in guerra contro l'Austria Ungheria, ed egli partì per la zona di operazioni. 
Nell'agosto di quell'anno ricevette il "battesimo del fuoco", ed i rapporti testimoniarono subito che era un pilota e ufficiale di grande valore. 
Assegnato alla 9ª Squadriglia da ricognizione e combattimento Farman di Santa Caterina di Pasian di Prato, al comando del capitano Giorgio Chiaperotti. A fine anno il comando interinale passa al Sottotenente Fedeli che al 1º gennaio 1916 dispone di altri 4 piloti e 4 osservatori fino al 1º febbraio quando cede il comando al cap. Luigi Chiappelli. 
Ben presto tale unità fu decimata e lui ed i compagni superstiti furono inquadrati nel 2º Reggimento del genio. Al fronte ebbe poi l'opportunità di seguire Gabriele D'Annunzio in numerose azioni di bombardamento.
Il 10 febbraio 1916 ebbe uno scontro con un apparecchio nemico che fu allontanato dal suo mitragliere: il tenente Giovanni Pirelli.
Il suo valore e la sua abilità arrivarono fino al arrivare al Comando supremo, e il Capo di stato maggiore dell'Esercito, generale Luigi Cadorna, gli conferì la Medaglia di bronzo al valor militare "sul campo". All'inizio del 1916 ricevette il distintivo d'onore per le "fatiche di guerra", ed ai primi di aprile dello stesso anno passò in forza alla 47ª Squadriglia, sempre equipaggiata con velivoli Farman, il cui compito era quello di regolare i tiri dell'artiglieria sul fronte dell'Isonzo.
Il 15 novembre la squadriglia si trasferì a Taliedo da dove partì per l'Albania il 10 gennaio 1917 ed il 7 febbraio successivo posero il campo a Dudular (nei pressi di Giannina) per occupare successivamente anche il poco distante campo di Krumian.
Il 13 aprile su velivolo Farman matricola 1969 (Osservatore Tenente Appio Monti) lanciò manifestini sulle trincee di Dobromir, e in quello stesso mese egli fu decorato con una seconda Medaglia di bronzo al valor militare e poi promosso tenente per meriti di guerra. La 47ª Squadriglia fu sciolta nel settembre 1917, ed i suoi componenti rientrarono in Italia alla fine dello stesso mese. Ferito durante azioni aeree in Macedonia fu ricoverato all'Ospedale Militare di Torino rifiutando la concessione del distintivo di ferita e del vitalizio annuo che lo accompagnava.
Dimesso, fu posto a riposo prendendo servizio come istruttore di volo presso il Deposito d'aeronautica a Torino, ma poche settimane dopo, l'11 novembre 1917, fu trasferito al campo d'aviazione di Cascina Costa, nei pressi di Torino. Dopo la disfatta di Caporetto fece domanda per rientrare al fronte, ma richiesta fu respinta a causa della recentissima ferita subita e del lungo periodo trascorso ininterrottamente al fronte. Rimase a Cascina Costa, in qualità di istruttore di volo, fino al termine delle ostilità.

### Gli anni '20
Nel 1920 gli furono conferite le decorazioni commemorative della Grande Guerra e la Croce al merito di guerra. L'anno successivo, dopo essere stato inquadrato nel 3º Raggruppamento aeroplani, partì alla volta della Cirenaica. Quella remota regione della Libia riversava in un grave stato di crisi sfuggita al controllo delle autorità italiane, e le forze armate furono costrette ad intervenire per assumere il controllo della regione. Partecipò alla campagna di riconquista della colonia eseguendo numerose missioni di ricognizione e bombardamento. Con l'istituzione della Regia Aeronautica, il 28 marzo 1923, gran parte dei piloti del Genio e della Cavalleria furono inquadrati nell'Arma Azzurra, ed egli effettuò il passaggio all'aeronautica il 10 ottobre 1923. Rientrato in Italia il 16 ottobre 1924, fu assegnato al neocostituito 20º Stormo Aeroplani da Ricognizione, ma il 21 marzo 1925 fu trasferito alla Scuola d'aviazione Breda di Sesto San Giovanni con il ruolo di comandante di squadriglia e istruttore militare e professionale di volo. 

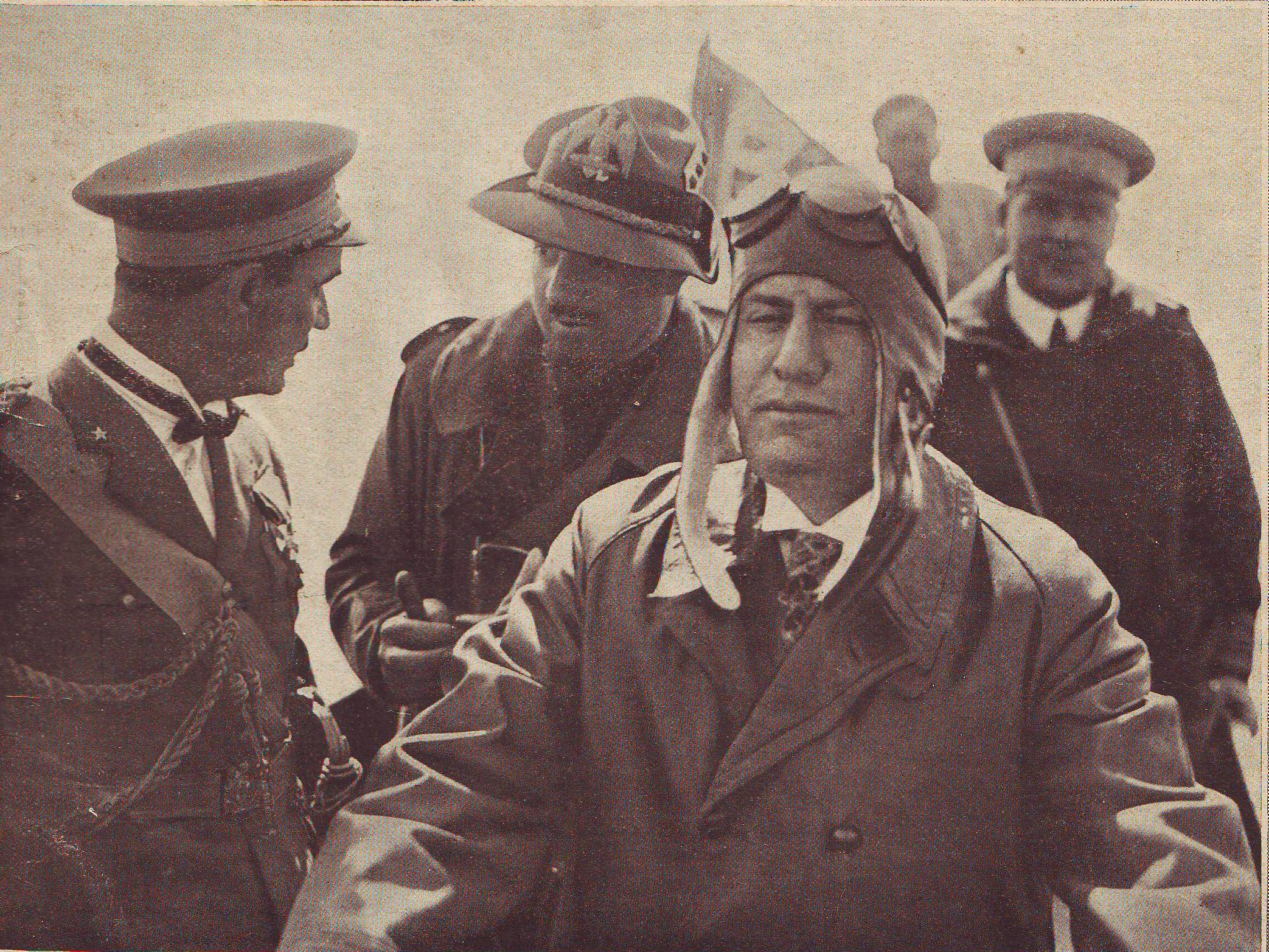
Il Maggiore Fedeli con Italo Balbo e Benito Mussolini ad Orbetello nel 1927.

La notevole esperienza accumulata durante la guerra e il servizio in Libia gli valsero l'apprezzamento di Amedeo di Savoia e di Italo Balbo. Fu quest'ultimo, incontrato durante la permanenza in Libia, che lo fece trasferire nel 26º Stormo Idrovolanti dove fu pilota collaudatore e venne abilitato come istruttore per il pilotaggio degli idrovolanti.
In quello stesso periodo conobbe la sua futura moglie, Carmen Giudici, una ragazza proveniente da una nobile famiglia di industriali cremaschi. Nel 1927 fu promosso maggiore e gli fu assegnata una seconda Croce al merito di guerra relativa alla partecipazione alla campagna libica. Poche settimane dopo fu trasferito al comando dell'Idroscalo di Orbetello dove ricoprì l'incarico di comandante logistico dello scalo di partenza nelle Crociere Aeree del Mediterraneo Occidentale e Orientale.  

### Gli anni '30
I primi anni '30 lo videro impiegato in importanti incarichi tra l'idroscalo di Vigna di Valle e quello di Passignano sul Trasimeno. Nel gennaio 1930 partecipò alle nozze del Principe di Piemonte Umberto di Savoia con la principessa Maria José del Belgio, e l'anno successivo fu promosso tenente colonnello ed assegnato alla base aerea di Sesto Calende in qualità di direttore del magazzino aeronautico centrale.
Per i numerosi meriti acquisiti nel corso delle Crociere Aeree e l'importante sviluppo dato alla specialità degli idrovolanti, gli furono conferite le onorificenze di Ufficiale dell'Ordine della Corona d'Italia e Cavaliere dell'Ordine dei Santi Maurizio e Lazzaro. Nel 1934 ricevette,  la Medaglia d'oro di lunga navigazione aerea per venti anni di volo.
Il 16 dicembre 1936, fu nominato comandante del 18º Stormo Bombardamento Terrestre con sede ad Aviano, venendo promosso colonnello il 24 maggio 1937.
Ad Aviano ebbe modo di coltivare l'intima amicizia con il Duca d'Aosta, Amedeo di Savoia, e con l'ordinario militare dei cappellani il generale monsignor Bartolomasi. Durante il suo comando ebbe modo di compiere i voli di collaudo, per l'immissione operativa, del velivolo Piaggio P.32.

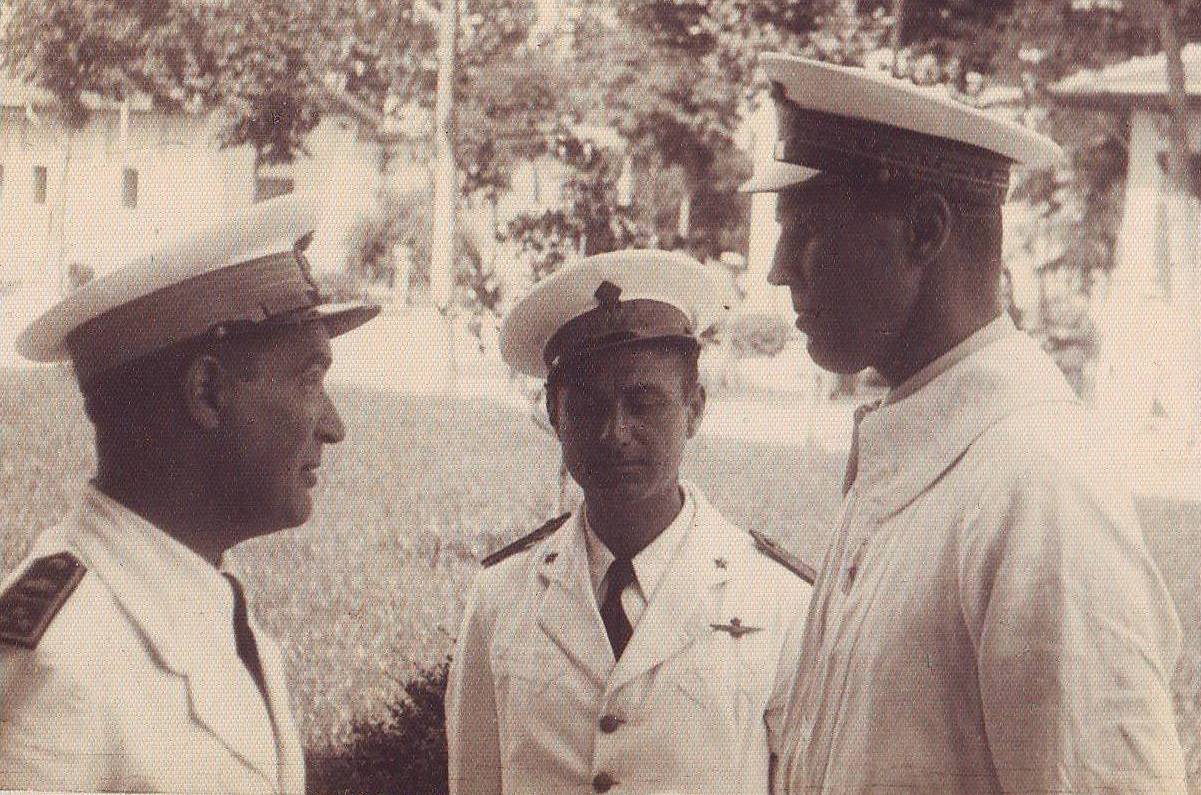
Il colonnello Fedeli con il Duca Amedeo di Savoia
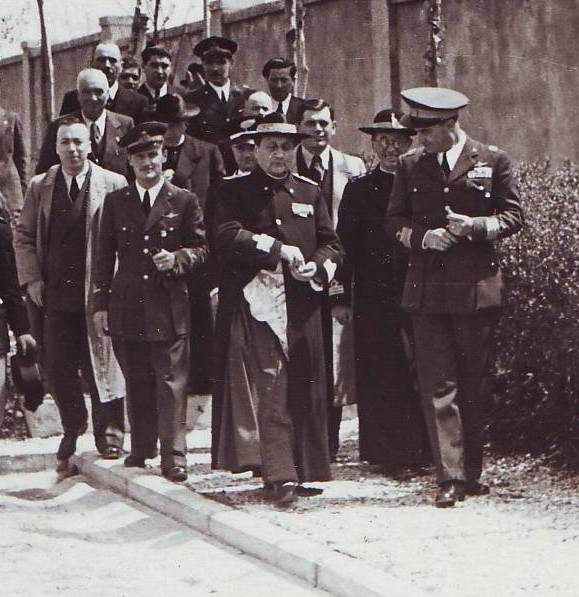
Il colonnello Fedeli con mons. Bartolomasi

### L'Africa Orientale e la guerra
Nel 1938 gli fu conferita la commenda dell'Ordine della Corona d'Italia, e il 27 settembre di quell'anno, il Duca d'Aosta, divenuto nel frattempo viceré d'Etiopia, lo volle con sé nell'Aeronautica dell'Africa Orientale Italiana. Trasferitosi con la famiglia ad Asmara,assunse tra il 1938 e 1939 il comando del locale aeroporto (poi Aeroporto Internazionale di Asmara).
Nel 1940 nacque il secondogenito, Jacopo. Nel giugno di quell'anno l'Italia entrò in guerra contro la Gran Bretagna e la Francia, e l'Africa Orientale Italiana, circondata da colonie britanniche, fu ben presto messa a dura prova dalla potenza avversaria. La base di Assab era un facile obbiettivo della Royal Air Force inglese e fu bombardata più volte. 
Al comando delle basi aeree di Assab e, successivamente di Gura, Stefanio Fedeli si comportò con il sangue freddo e il coraggio che lo avevano contraddistinto nel primo conflitto mondiale.
Nel mese di settembre fu decorato sul campo con la Croce di guerra al valor militare.
Come riportato nel volume di Nino Arena "La regia aeronautica, 1939-1943: 1941: L'anno della riscossa" (Uff. Storico Aeronautica Militare, 1982), nella primavera 1941 il Generale di Brigata Aerea Pietro Piacentini affidò al Colonnello Fedeli il comando del Settore Nord dell'Aeronautica dell'Africa Orientale. L'ufficiale rimase al suo posto, in qualità di rappresentante del comando del settore nord, fino alla conquista inglese della città di Dessié. 
Poco prima della caduta della città, nell'aprile 1941, il Colonnello Fedeli inviò al Generale Piacentini un telegramma che recitava: "Da questo momento cessa il comando di settore nord dell'Aeronautica dell'AOI. È imminente la consegna di Dessié nelle mani dei rappresentanti inglesi. Con un grande dolore eseguiamo l'ordine di consegnarci al nemico, fieri però di aver compiuto fino all'ultimo il nostro dovere di aviatori e di soldati. A te ed ai camerati fortunati auguriamo molta gloria. Viva l'Italia, Viva il Re Imperatore, Viva il Duce. Colonnello Fedeli.".
Lo stato di servizio del Generale Fedeli riporta tuttavia il 10 luglio 1941 come data di cattura da parte delle truppe britanniche nei pressi di Dembidolo. 

### La prigionìa
Il 10 luglio 1941 fu catturato ed inviato in un campo di prigionia a Nairobi (Kenya), ma dopo la morte del Duca d'Aosta, nel 1943, fu trasferito in India sotto diretto controllo inglese.
La moglie Carmen con i figli Loris e Jacopo, rimasti ad Asmara, furono rimpatriati nel corso del 1942 con i convogli della Croce Rossa. Contratta la malaria durante la detenzione, in precarie condizioni di salute, venne liberato nel giugno del 1946.

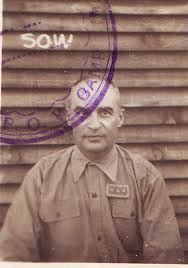
La fototessera del Colonnello Fedeli prigioniero inglese (P.O.W.)

### Il difficile rientro e gli ultimi anni di carriera
Rientrato dalla prigionia, venne promosso al grado di Generale di Brigata Aerea con decorrenza retroattiva al 1945 e, accordatagli un lungo periodo di licenza, giunse a Baveno (sul Lago Maggiore) dove si stabilì con la famiglia.
Rientrato in servizio effettivo nel 1948 rimase nello Stato maggiore della 1ª Zona Aerea Territoriale, e per un breve periodo fu posto al comando dell'aeroporto di Cameri.
Nel 1953 fu promosso generale di divisione aerea rimanendo in servizio presso 1ª ZAT cessando il pilotaggio di aeroplani.

### Il congedo e la morte
Nel 1958, promosso generale di squadra aerea, fu collocato in Riserva e pensionato. La dipartita lo colse l'8 gennaio 1961 a Rapallo.
I funerali si celebrarono a Rapallo alla presenza di un folto gruppo di alti ufficiali dell'Aeronautica Militare e di un picchetto d'onore pluri-arma. La salma fu traslata al cimitero di Ravenna. La tomba di famiglia sita nel cimitero di Baveno (VB), che recava l'epitaffio e una grande aquila bronzea, simbolo degli aviatori, è stata deturpata e oggetto di vandalismo da parte ignoti nel dicembre 2020. 

### Annotazioni
1. ↑  Stefanio Fedeli,  in particolare, era iscritto ai Circoli Giovanili della Parrocchia di San Bartolomeo a Ravenna.
2. ↑  I suoi genitori dovettero firmare una liberatoria per permettere al figlio di entrare nel Battaglione Aviatori come Allievo Ufficiale Pilota.
3. ↑  Tale unità dipendeva dal 3º Gruppo Squadriglie Aviatori con sede a Pordenone e al comando del capitano Augusto Gallina, e alle dirette dipendenze del Comando Supremo.
4. ↑  Pochi mesi dopo anche i suoi fratelli furono mobilitati; Giovanni combatté come tenente di fanteria e Luigi, sacerdote, come cappellano militare di un reparto di fanteria mobilitato sul fronte francese.
5. ↑  I piloti della squadriglia si imbarcarono sul piroscafo Orione.
6. ↑  Convolò a nozze con la signorina Carmen Giudici il 23 novembre 1927, dopo aver ottenuto la Regia autorizzazione.
7. ↑  "L'Altezza Reale il Duca d'Aosta Comandante superiore delle F.F.A.A. dell'A.O.I. con decreto in data 10 settembre ha concesso la Croce di Guerra al Valor Militare sul campo al Colonnello AA Pilota Stefanio Fedeli perché: Comandante di base operativa e logistica di grande importanza dislocata in clima torrido esposta continuamente a bombardamenti notturni e diurni, dava prova di mirabile resistenza, sangue freddo e serenità esponendosi personalmente alle offese avversarie per dirigere sgombri di mole imponente e di interesse vitale per l'Arma. Al suo personale era costante esempio di sereno coraggio e sprezzo del pericolo. Assab 11 giugno-29 luglio 1940. Al vivo compiacimento dell'Eccellenza Comandante che desidera sia espresso al Colonnello Fedeli, aggiungo il mio personale. Il Comandante del Settore Aeronautico Nord
Generale di BA Pietro Piacentini".
8. ↑  Per il colonnello Stefanio Fedeli la prigionia fu terribile. Le umiliazioni fisiche e psicologiche subite, unite alla tragica resa dell'A.O.I. logorarono non poco i prigionieri di guerra. Anni dopo il colonnello Fedeli confidandosi con l'amico Don Piero Udini raccontò di come l'inerzia e la completa mancanza di attività furono le torture maggiori. Fedeli raccontò inoltre di come alcuni tecnici dell'Aeronautica riuscirono a costruire un piccolo apparecchio radio per la ricezione delle notizie dall'Italia. Durante la prigionia si ammalò gravemente di malaria, patologia che lo portò a rischio di vita.
9. ↑  Don Piero Udini, parroco di Oltrefiume (frazione del Comune di Baveno), racconta che Fedeli era un uomo distrutto e umiliato dalla pesante sconfitta, la prigionia, gli eventi politici Italiani e la confusione lo segnarono profondamente. Fedeli partecipò alla locale celebrazione del 25 aprile 1948, vedendo i partigiani reduci festanti, si mostrava pensieroso e rassegnato e ripeteva sovente "Abbiamo perduto la guerra…".
Pur non essendo fascista Stefanio Fedeli aveva creduto nell'avanzamento dell'Italia, da buon soldato aveva combattuto nonostante tutto gli fosse avverso e aveva creduto nella propria Patria. La sconfitta e la prigionia lo avevano distrutto. La fede rimaneva sempre salda nel cuore di Stefanio Fedeli, che, nei pochi anni di permanenza ad Oltrefiume si dedicò al servizio di organista parrocchiale e accompagnatore del coro locale. Accresciuto l'impegno di organista, Stefanio regalò alla piccola parrocchia di Oltrefiume un armonium su cui si esercitava per ore ogni pomeriggio.
10. ↑  Don Piero Udini conserva di Stefanio Fedeli un meraviglioso ricordo di uomo e soldato dipinto come "militare nobile", buono nell'animo e generoso. Volle bene a tutti coloro che lo circondarono in vita dedicandosi a loro con tutte le proprie risorse. Conservando la serena serietà che lo ha sempre caratterizzato espresse con Don Udini la propria contentezza per il nuovo pontefice Giovanni XXIII.
11. ↑  Il Vescovo di Rapallo salutò così il Generale Fedeli: Stefanio, addio, giorno per giorno se ne va la vita, destino al nostro transito terreno. Ogni addio che va nell'al di là, a chi ha vissuto vicino al nostro fianco per comunicare insieme nella vita, risalendo negli anni ad imbiancarsi il capo, dà il dolore che resta a ripensare. E questo è dalle origini del mondo. Noi Stefanio ti lasciamo ora e dal tuo silenzio magnanimo che supera lo sforzo di qualunque parola; e dalla tua presenza più viva di noi vivi, poiché la morte è infinitamente più grande della vita. Stefanio, noi ti preghiamo di accogliere ora in tutta la bontà che in te fu grande e saggia, il nostro più intimo e triste pensiero di rimpianto. Torni alla tua Ravenna dove sei partito giovane agli anni, per strada d'aria a conquistare i cieli. Vi torni Generale e galantuomo, serio di una bontà che in te fu quasi santa. Ci lasci con la memoria di un uomo onesto e la virtù più dritta di un soldato. Stefanio addio..

### Fonti
1. ↑  Fraschetti 1986, p. 16.
2. ↑  Fraschetti 1986, p. 17.
3. ↑  Fraschetti 1986, p. 38.
4. ↑  Fraschetti 1986, p. 48.
5. ↑  Fraschetti 1986, p. 51.
6. ↑  Fraschetti 1986, p. 55.
7. 1 2  Fraschetti 1986, p. 63.
8. ↑  Molfese 1925, p. 3.
9. ↑  Fraschetti 1986, p. 65.
10. ↑  Molfese 1925, p. 15.
11. ↑  Molfese 1925, p. 14.
12. ↑  Molfese 1925, p. 24.
13. ↑  Fraschetti 1986, p. 95.
14. ↑  Lioy 1964, p. 77.
15. ↑  Lioy 1964, p. 76.
16. ↑  Fraschetti 1986, p. 110.

- Carlo Fedeli, articolo Rivista Aeronautica nº5 del 2010
- Archivio famiglia Fedeli
- Archivio della Parrocchia San Biagio Monza
- Stato di Servizio (per gentile concessione del 5º Reparto AM nella persona del Generale BA Carlo Landi)
- Corriere della Sera
- Miles Forum Community.net
- Don Piero Udini testimonianza